# Bündner Kraftwerke

Die AG Bündner Kraftwerke (später Rätia Energie Klosters AG, heute Repower Klosters AG) war eine Gesellschaft für Produktion und Übertragung von Elektrizität mit Sitz in Klosters. 

## Geschichte

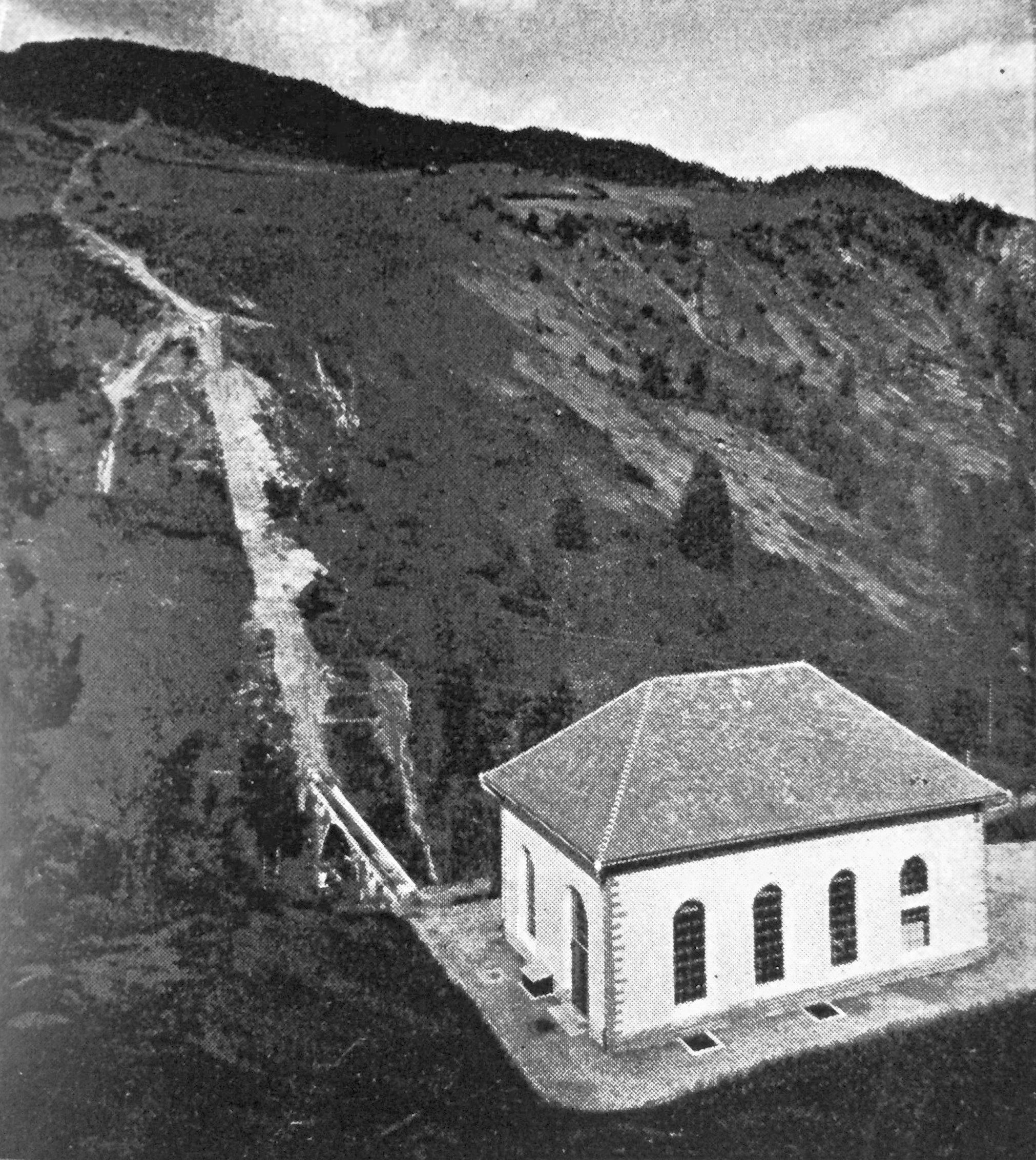
Heidseewerk

Sie wurde 1918 als Aktiengesellschaft gegründet und versorgte seither Teile des Kantons Graubünden mit elektrischer Energie. Die AG Bündner Kraftwerke verfügte auch über eine eigene Hochspannungsleitung von der Sarelli ins Unterwerk Grynau bei Uznach. Diese wurde vermehrt von Korrosion befallen und in den 1990er Jahren ersatzlos abgebrochen.

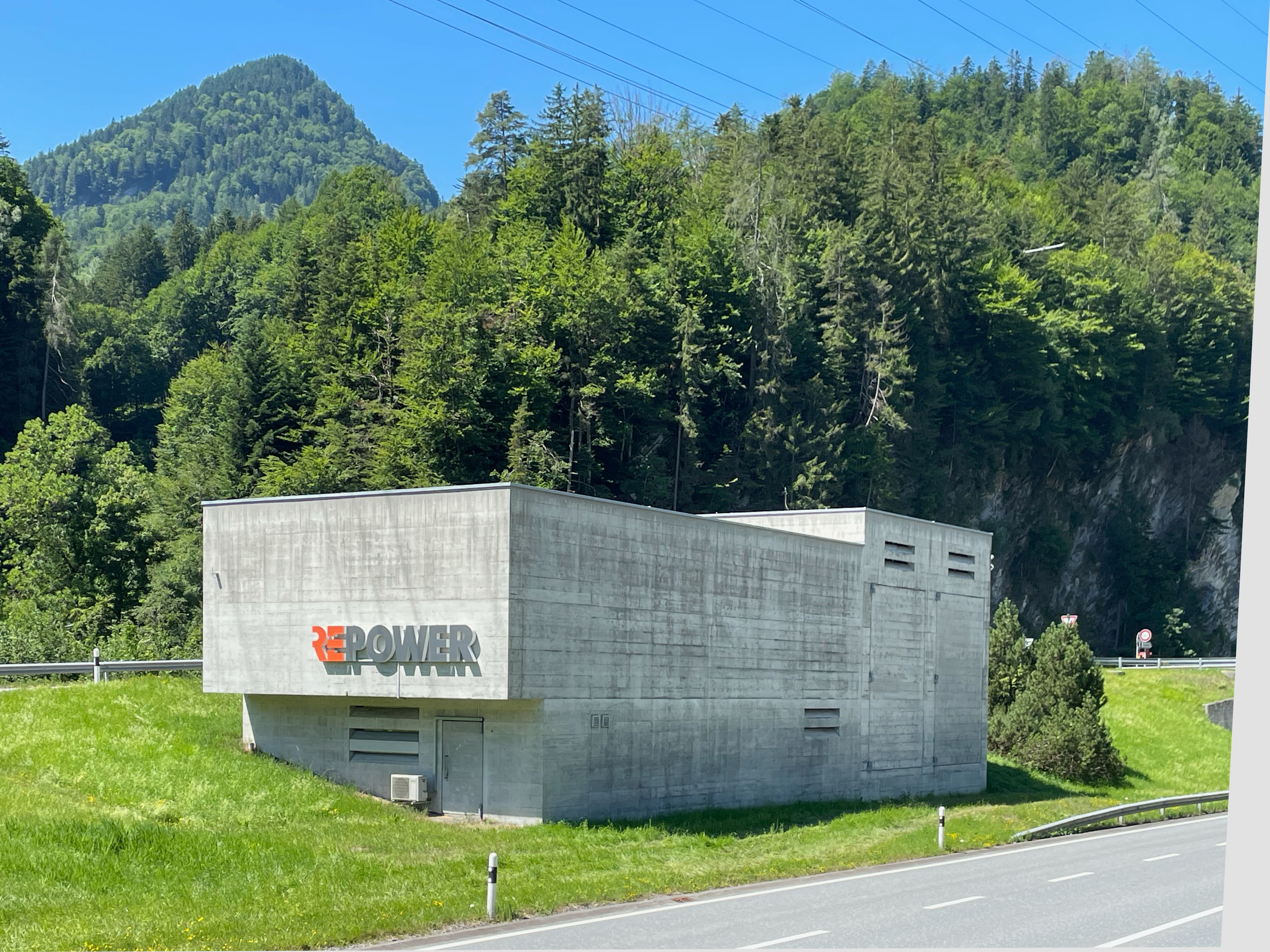
Unterwerk Vorderprättigau

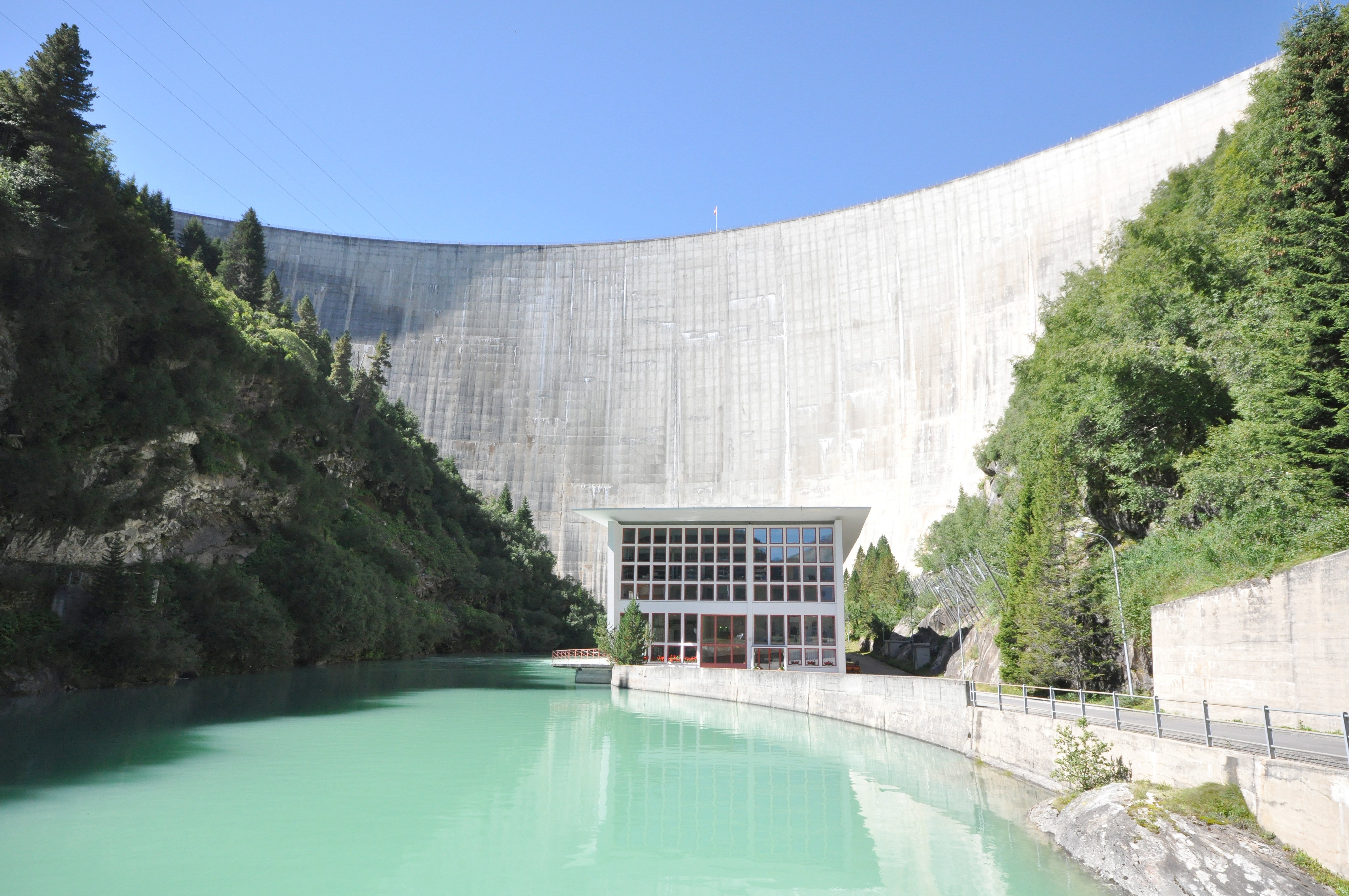
Kraftwerk am Zervreilasee

Im Jahr 2000 wurde das Unternehmen zusammen mit den Kraftwerken Brusio und den Rhätischen Werken für Elektrizität in die neu gegründete Rätia Energie eingebracht und in der Folge in «Rätia Energie Klosters AG» umbenannt.

## Bauten
- 1919: Heidseewerk, Vaz/Obervaz
- 1919–1922: Kraftwerk Küblis (Architekt: Nicolaus Hartmann)
- 1928: Kraftwerkszentrale Schlappin (Architekt: Nicolaus Hartmann)
- 1958: Kraftwerk am Zervreilasee (Architekt: Iachen Ulrich Könz)
- 1993–1994: Unterwerk Vorderprättigau (Architekt: Conradin Clavuot mit Bauingenieur Jürg Conzett)
- 1996–1997: Unterwerk Albanatscha, Silvaplana (Architekt: Hans-Jörg Ruch)[2]

## Belege
1. 1 2  Eintrag der ehemaligen «AG Bündner Kraftwerke» im Handelsregister Graubünden (Seite nicht mehr abrufbar, festgestellt im April 2018. Suche in Webarchiven)  Info: Der Link wurde automatisch als defekt markiert. Bitte prüfe den Link gemäß Anleitung und entferne dann diesen Hinweis.
2. ↑  Graubünden - Baukultur | Bauwerke. Abgerufen am 21. Mai 2022.